# Hydrokultur (botanik)
 Der er for få eller ingen kildehenvisninger i denne artikel, hvilket er et problem. Du kan hjælpe ved at angive troværdige kilder til de påstande, som fremføres i artiklen.

 For alternative betydninger, se Hydrokultur. (Se også artikler, som begynder med Hydrokultur)
Hydrokultur er en metode til at få planter til at gro ved at anvende opløste plantenæringsmineraler i vand, uden jord. Landplanter kan f.eks. gro med deres rødder forankret i et plantenæringsløst medium såsom perlite, hydrofile letklinker, grus, groft sand, mineraluld, eller kokosstykker. En væske bestående af plantenæringsstoffer og iltet vand risles over planterødderne eller de befinder sig delvis i den.
På engelsk skelnes mellem hydroculture og hydroponics, hvor hydroponics er en delmængde af hydroculture.  Hydroponics er med aktiv vandpumpning og iltning.
Dybvandskultur er hydroponics med store vandmagasiner og formålet er at holde vandtemperaturen f.eks. mellem 16...22 °C, da mange planter har det dårligt (bl.a. rodsygdomme) med højere rodtemperaturer end 22 °C – og deres stofskifte sløves ved rodtemperaturer under 16 °C.

## Traditionelle metoder og information
Den traditionelle gør det selv metode består i en plasticspand med låg, hvor planten er anbragt i vækstmedium i en netpotte, der er fastmonteret i spandens låg. Rødderne går fra netpotten ned i det iltede næringsvand. Planten står som nævnt i et vækstmedium, det er altså ikke almindelig muld, der anvendes. En luftpumpe tilsluttet en luftsten, fra et akvarium, ilter næringsopløsningen, hvis nærings- og iltindhold måles med elektronisk udstyr og holdes konstant. Hvis dimensionerne mellem luftpumpe og vandspand harmonerer tåler planterødderne fuldstændig nedsænkning i det iltede næringsvand gennem hele plantens livscyklus. 
Planter absorberer normalt langt mere ilt direkte gennem luften end fra ilt gennem rødderne. Hydrokultur får planterødderne til at absorbere store mængder af ilt, som stimulerer næringsoptaget fra vandet. Dette fører til hurtig og stabil vækst gennem plantens livstid og det fører til større udbytte ved høsten.

## De nødvendige materialer til et anlæg med hydrokultur
- Klima-skærm mod regn indendørs kræves ventilation til styrkelse af planterne)
- Spand med låg. Et hul i låget holder netpotten oppe, hvis hul-diameteren er mindre end netpottens diameter
- Luftpumpe til akvarium
- Luftslange til akvarium
- Luftsten til akvarium
- Flydende blomsternæring
- PH-meter (til at måle næringsvandets surhedsgrad)
- EC-meter (til at måle næringsvandets indhold af næring)
- Vækstmedium, for eksempel letklinker(leca), perlit, rockwool eller kokos-fibre.
- Net-potte
- vand
- plante